# جوزيف باركروفت
السير جوزيف باركروفت (26 يوليو 1872 - 21 مارس 1947) هو عالم وظائف بريطاني عرف بدراساته في مجال تشبع الأكسجين في الدم.

## حياته
ولد في مقاطعة داون لعائلة كويكر، ابن لهنري باركروفت وآنا ريتشاردسون، حصل على شهادته في الطب والعلوم من جامعة جامعة كامبريدج عام 1896، وفورًا بدأ دراسته حول الهيموغلوبين، في عام 1910 انتخب في الجمعية الملكية وتحصل على القلادة الملكية في عام 1922 ووسام كوبلي في عام 1943.